# Drassyllus frigidus
Drassyllus frigidus är en spindelart som först beskrevs av Banks 1892.  Drassyllus frigidus ingår i släktet Drassyllus och familjen plattbuksspindlar. Inga underarter finns listade i Catalogue of Life.